# کی‌دی‌کی
کی‌دی‌کی یک نام تجاری و سرنام واژه‌های Kawakita Denki Kigyosha است که به معنای شرکت الکترونیکی کاواکیتا است. این شرکت در سال ۱۹۰۹ در ژاپن تأسیس شد و در سال ۱۹۵۶ میلادی به بخشی از شرکت ماتسوشیتا بدل شد.